# Gol Transportes Aéreos
Gol Linhas Aéreas es una aerolínea brasileña con sede en Río de Janeiro.
Gol es la segunda aerolínea más grande e importante de Brasil y la tercera de América Latina, con el 37% del mercado aéreo doméstico brasileño y el 15% del mercado internacional de este país. En Brasil, es la aerolínea más grande en el mercado doméstico y la segunda en el internacional después de LATAM Brasil.
Ha impulsado durante el 2006 expandir su presencia en la región volando a destinos regionales como Argentina, Perú y Chile. La compañía ha transportado desde su creación en 2000 a 50 millones de pasajeros.
Tiene como sede principal el Aeropuerto Internacional de São Paulo-Guarulhos y como secundarios, al de Congonhas en la misma ciudad y, en Río de Janeiro, el Aeropuerto Santos Dumont.
Por otra parte también tiene hubs secundarios en el Aeropuerto Internacional de Río de Janeiro, Aeropuerto Internacional de Brasilia, Aeropuerto Internacional de Salvador, Aeropuerto Internacional de Fortaleza, Aeropuerto Internacional de Porto Alegre, Aeropuerto Internacional de Recife, Aeropuerto Internacional de Curitiba y está formando un nuevo hub y el único fuera de Brasil en Aeropuerto Internacional de Punta Cana en República Dominicana. La empresa tiene un acuerdo  de cooperación con Air France-KLM para vuelos entre Sudamérica y Europa.
Al tercer trimestre de 2006 obtuvo una ganancia líquida récord de $190 millones de reales, lo que marca un crecimiento de 46,8% en comparación al 2005. El ingreso líquido récord del trimestre alcanzó $1,1 billón de reales, lo que marca un crecimiento de 55,5% sobre igual período del año pasado.
La compañía cerró el trimestre con participación de 36% en el mercado doméstico y de 13% en vuelos internacionales, en comparación a septiembre del 2005, fecha en la que registró un 29% y 2%, respectivamente.
En la actualidad la aerolínea es propiedad de tres grupos: AeroPar Participações (77%), Venture (17.6%) y American International Group (5.4%).
Emplea a 16.000 personas. El CEO es Constantino de Oliveira Junior.

## Historia

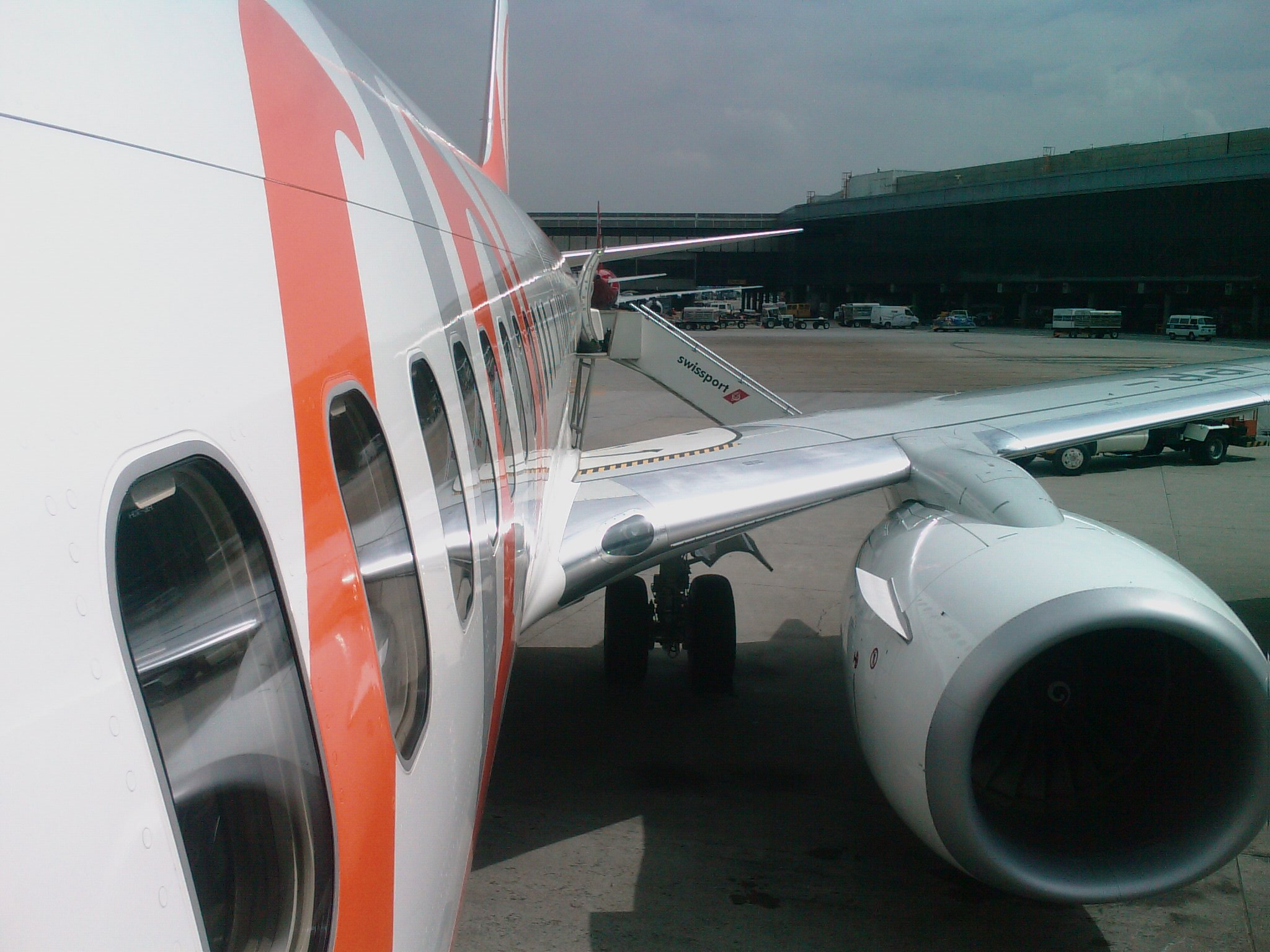
Lado izquierdo de un Boeing 737-800 de Gol Líneas Aéreas

La aerolínea se establece en 2000 y el 15 de enero de 2001 empieza sus actividades. En 2004, Gol ya había trasladado a 11.600.000 pasajeros, constituyendo el 20% del mercado aéreo brasileño.
El 24 de junio de 2004 Gol se lanza simultáneamente en las bolsas de valores de Nueva York y São Paulo. Sin embargo desde el 2004 hasta el 2006 hay una gran desconfianza por parte de los usuarios debido a que la aerolínea ha sufrido los peores accidentes en la historia de la aviación en Brasil, lo que la está llevando a una crisis que puede pronunciarse en los próximos años.
Durante 2006 desarrolló 78 nuevas frecuencias diarias e inauguró dos destinos brasileros hacia Ilhéus (BA) y Juazeiro do Norte (CE), y un nuevo destino internacional: Santiago de Chile.

## Destinos

### Destinos nacionales
| Ciudad              | Código de aeropuerto | Código de aeropuerto | Nombre del aeropuerto                                    | Notas          |
| Ciudad              | IATA                 | ICAO                 | Nombre del aeropuerto                                    | Notas          |
| ------------------- | -------------------- | -------------------- | -------------------------------------------------------- | -------------- |
| Brasil              |                      |                      |                                                          |                |
| Aracaju             | AJU                  | SBAR                 | Aeropuerto Santa María                                   |                |
| Belém               | BEL                  | SBBE                 | Aeropuerto Internacional de Belém                        |                |
| Belo Horizonte      | CNF                  | SBCF                 | Aeropuerto Internacional Tancredo Neves                  | Focus City     |
| Boa Vista           | BVB                  | ----                 | Aeropuerto Internacional de Boa Vista                    |                |
| Brasilia            | BSB                  | SBBR                 | Aeropuerto Internacional Presidente Juscelino Kubitschek | Focus City     |
| Campinas            | VCP                  | SBKP                 | Aeropuerto Internacional de Campinas                     |                |
| Campina Grande      | CPV                  | ----                 | Aeropuerto Internacional de Campina Grande               |                |
| Campo Grande        | CGR                  | SBCG                 | Aeropuerto Internacional Campo Grande                    |                |
| Caxias do Sul       | CXJ                  | ----                 | Aeropuerto de Caxias do Sul                              |                |
| Chapecó             | XAP                  | SBCH                 | Aeropuerto Serafin Ernesto Bertaso                       |                |
| Cruzeiro do Sul     | CZS                  | ----                 | Aeropuerto de Caixas do Sul                              |                |
| Cuiabá              | CGB                  | SBCY                 | Aeropuerto Internacional Marechal Rondon                 |                |
| Curitiba            | CWB                  | SBCT                 | Aeropuerto Internacional Afonso Pena                     |                |
| Fernando de Noronha | FEN                  | SBFN                 | Aeropuerto de Fernando de Noronha                        |                |
| Florianópolis       | FLN                  | SBFL                 | Aeropuerto Internacional Hercílio Luz                    |                |
| Fortaleza           | FOR                  | SBFZ                 | Aeropuerto Internacional Pinto Martins                   | Focus City     |
| Foz do Iguaçu       | IGU                  | SBFI                 | Aeropuerto Internacional de Foz do Iguaçu                |                |
| Goiânia             | GYN                  | ----                 | Aeropuerto Internacional Santa Genoveva-Goiânia          |                |
| Ilhéus              | IOS                  | SBIL                 | Aeropuerto de Ilhéus/Bahia-Jorge Amado                   |                |
| Imperatriz          | IMP                  | ----                 | Aeropuerto de Imperatriz                                 |                |
| Jericoacoara        | JJD                  | SSVV                 | Aeropuerto Regional Comandante Ariston Pessoa            |                |
| João Pessoa         | JPA                  | SBJP                 | Aeropuerto Internacional Presidente Castro Pinto         |                |
| Joinville           | JOI                  | ----                 | Aeropuerto de Joinville                                  |                |
| Juazeiro do Norte   | JDO                  | SBJU                 | Aeropuerto de Cariri                                     |                |
| Londrina            | LDB                  | ----                 | Aeropuerto de Londrina                                   |                |
| Macapá              | MCP                  | ----                 | Aeropuerto Internacional de Macapá                       |                |
| Maceió              | MCZ                  | SBMO                 | Aeropuerto Internacional Zumbi dos Palmares              |                |
| Manaus              | MAO                  | SBEG                 | Aeropuerto Internacional Eduardo Gomes                   | Focus City     |
| Marabá              | MAB                  | ----                 | Aeropuerto de Marabá /João Correa da Rocha               |                |
| Maringá             | MGF                  | ----                 | Aeropuerto de Maringá                                    |                |
| Montes Claros       | MOC                  | ----                 | Aeropuerto de Montes Claros                              |                |
| Natal               | NAT                  | SBSG                 | Aeropuerto Internacional de Grande Natal                 |                |
| Navegantes          | NVT                  | ----                 | Aeropuerto Internacional Ministro Victor Konder          |                |
| Palmas              | PMW                  | ----                 | Aeropuerto de Palmas                                     |                |
| Petrolina           | PNZ                  | SBPL                 | Aeropuerto de Petrolina-Senador Nilo Coelho              |                |
| Porto Alegre        | POA                  | SBPA                 | Aeropuerto Internacional Salgado Filho                   | Focus City     |
| Porto Seguro        | BPS                  | SBPS                 | Aeropuerto de Porto Seguro                               |                |
| Porto Velho         | PVH                  | SBPV                 | Aeropuerto Internacional Governador Jorge Teixeira       |                |
| Presidente Prudente | PPB                  | ----                 | Aeropuerto Presidente Prudente                           |                |
| Recife              | REC                  | SBRF                 | Aeropuerto Internacional de Guarapes                     |                |
| Rio Branco          | RBR                  | SBRB                 | Aeropuerto Internacional de Rio Branco                   |                |
| Río de Janeiro      | GIG                  | SBGL                 | Aeropuerto Internacional de Galeão                       |                |
| Río de Janeiro      | SDU                  | SBRJ                 | Aeropuerto Santos Dumont                                 | Focus City     |
| Salvador de Bahía   | SSA                  | SBSV                 | Aeropuerto Internacional Deputado Luís Eduardo Magalhães | Focus City     |
| São Luís            | SLZ                  | ----                 | Aeropuerto Internacional de São Luís                     |                |
| São Paulo           | CGH                  | SBSP                 | Aeropuerto de Congonhas                                  | HUB            |
| São Paulo           | GRU                  | SBGR                 | Aeropuerto Internacional de São Paulo-Guarulhos          | HUB Secundario |
| Teresina            | THE                  | ----                 | Aeropuerto de Teresina                                   |                |
| Uberlândia          | UDI                  | ----                 | Aeropuerto de Uberlândia                                 |                |
| Vitória             | VIX                  | SBVT                 | Aeropuerto de Eurico de Aguiar Salles                    |                |

### Destinos internacionales
La mayoría de destinos internacionales se operan desde el Aeropuerto Internacional Guarulhos, sin embargo, la aerolínea está adelantando un ambicioso plan de expansión donde se busca fortalecer la conectividad de ciudades intermedias de Brasil con el continente.
Rutas aéreas internacionales a agosto de 2025.
| Ciudad                    | Código de aeropuerto | Código de aeropuerto | Nombre del aeropuerto                                   | Notas        |              |
| Ciudad                    | IATA                 | ICAO                 | Nombre del aeropuerto                                   | Notas        |              |
| Norteamérica              | Norteamérica         | Norteamérica         | Norteamérica                                            | Norteamérica | Norteamérica |
| ------------------------- | -------------------- | -------------------- | ------------------------------------------------------- | ------------ | ------------ |
| Estados Unidos            |                      |                      |                                                         |              |              |
| Miami                     | MIA                  | KMIA                 | Aeropuerto Internacional de Miami                       |              |              |
| Orlando                   | MCO                  | KMCO                 | Aeropuerto Internacional de Orlando                     |              |              |
| México                    |                      |                      |                                                         |              |              |
| Cancún                    | CUN                  | MMUN                 | Aeropuerto Internacional de Cancún                      |              |              |
| Centroamérica y El Caribe |                      |                      |                                                         |              |              |
| Aruba                     |                      |                      |                                                         |              |              |
| Oranjestad                | AUA                  | TNCA                 | Aeropuerto Internacional Reina Beatrix                  |              |              |
| Costa Rica                |                      |                      |                                                         |              |              |
| San José                  | SJO                  | MROC                 | Aeropuerto Internacional Juan Santamaría                |              |              |
| República Dominicana      |                      |                      |                                                         |              |              |
| Punta Cana                | PUJ                  | MDPC                 | Aeropuerto Internacional de Punta Cana                  |              |              |
| Suramérica                |                      |                      |                                                         |              |              |
| Argentina                 |                      |                      |                                                         |              |              |
| Buenos Aires              | AEP                  | SABE                 | Aeroparque Jorge Newbery                                |              |              |
| Buenos Aires              | EZE                  | SAEZ                 | Aeropuerto Internacional Ministro Pistarini             |              |              |
| Córdoba                   | COR                  | SACO                 | Aeropuerto Internacional Ingeniero Ambrosio Taravella   |              |              |
| Mendoza                   | MDZ                  | SAME                 | Aeropuerto Internacional Gobernador Francisco Gabrielli |              |              |
| Rosario                   | ROS                  | SAAR                 | Aeropuerto Internacional Rosario Islas Malvinas         |              |              |
| Bolivia                   |                      |                      |                                                         |              |              |
| Santa Cruz de la Sierra   | VVI                  | SLVR                 | Aeropuerto Internacional Viru Viru                      |              |              |
| Colombia                  |                      |                      |                                                         |              |              |
| Bogotá                    | BOG                  | SKBO                 | Aeropuerto Internacional El Dorado                      |              |              |
| Paraguay                  |                      |                      |                                                         |              |              |
| Asunción                  | ASU                  | SGAS                 | Aeropuerto Internacional Silvio Pettirossi              |              |              |
| Surinam                   |                      |                      |                                                         |              |              |
| Paramaribo                | PBM                  | SMJP                 | Aeropuerto Internacional Johan Adolf Pengel             |              |              |
| Uruguay                   |                      |                      |                                                         |              |              |
| Montevideo                | MVD                  | SUMU                 | Aeropuerto Internacional de Carrasco                    |              |              |
| Venezuela                 |                      |                      |                                                         |              |              |
| Caracas                   | CCS                  | SVMI                 | Aeropuerto Internacional de Maiquetia Simón Bolivar     |              |              |

### Destinos Cesados
Después de adquirir Varig en 2006, la aerolínea ha tenido algunas cancelaciones de rutas como las que aparecen a continuación:
- Chile
  - Santiago de Chile - Aeropuerto Internacional Arturo Merino Benítez

- Curazao
  - Willemstad - Aeropuerto Internacional Hato

- Ecuador
  - Quito - Aeropuerto Internacional Mariscal Sucre

- Perú
  - Lima - Aeropuerto Internacional Jorge Chávez

- República Dominicana
  - Santo Domingo - Aeropuerto Internacional de Las Américas

## Códigos compartidos
Gol tiene acuerdos de código compartido y de enlaces con las siguientes aerolíneas:
- Aerolíneas Argentinas (SkyTeam)
- Aeroméxico (SkyTeam)
- Air Canada (Star Alliance)
- Air Europa (SkyTeam)
- Air France (SkyTeam)
- Alitalia (SkyTeam)
- American Airlines (Oneworld)
- Avianca (Star Alliance)
- Copa Airlines (Star Alliance)
- Emirates
- Etihad Airways
- KLM (SkyTeam)
- Korean Air (SkyTeam)
- Qatar Airways (Oneworld)
- TAP Air Portugal (Star Alliance)
- Virgin Atlantic Airways

## Flota

### Flota Actual
En noviembre de 2023, la flota está conformada por las siguientes aeronaves, con una edad media de 10,9 años:

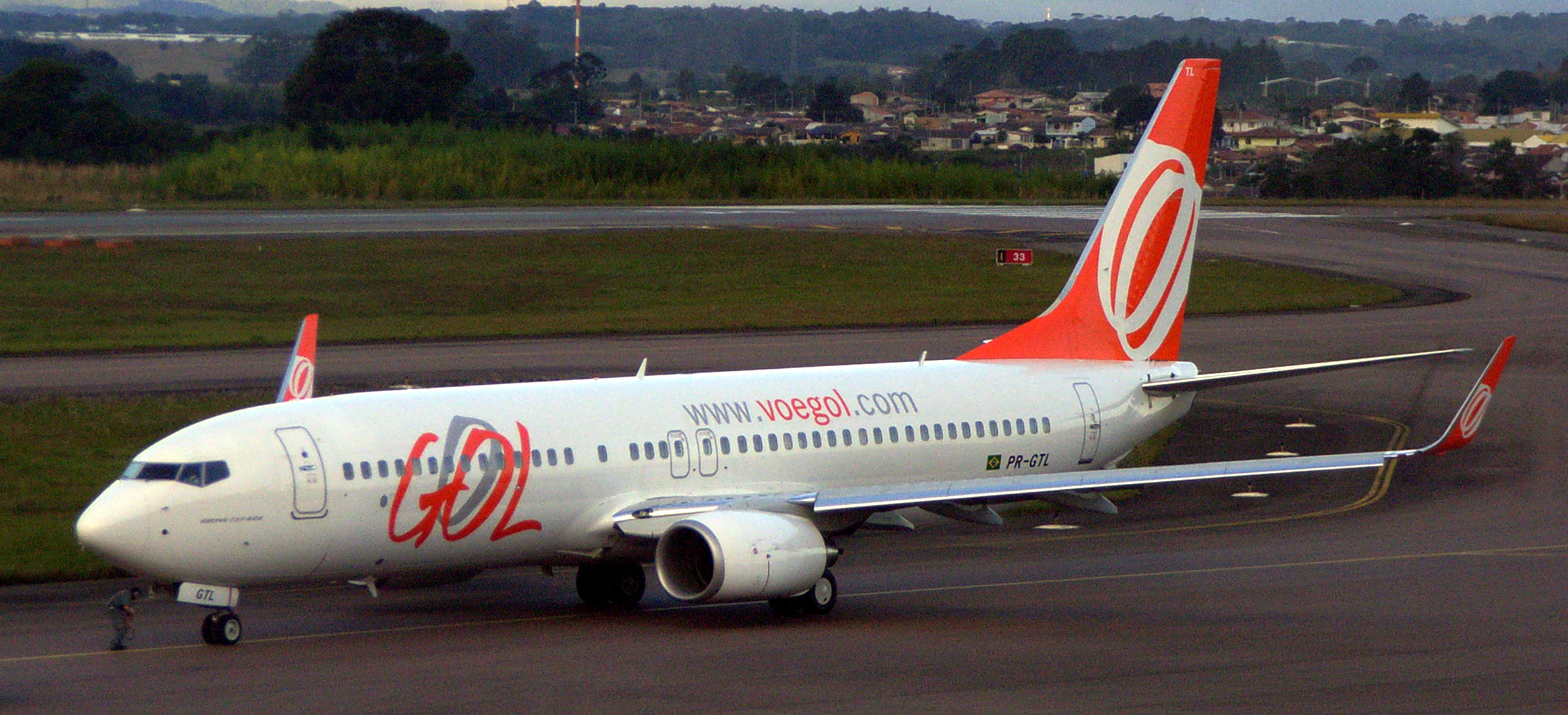
GOL Líneas Aéreas Boeing 737-800 con librea antigua

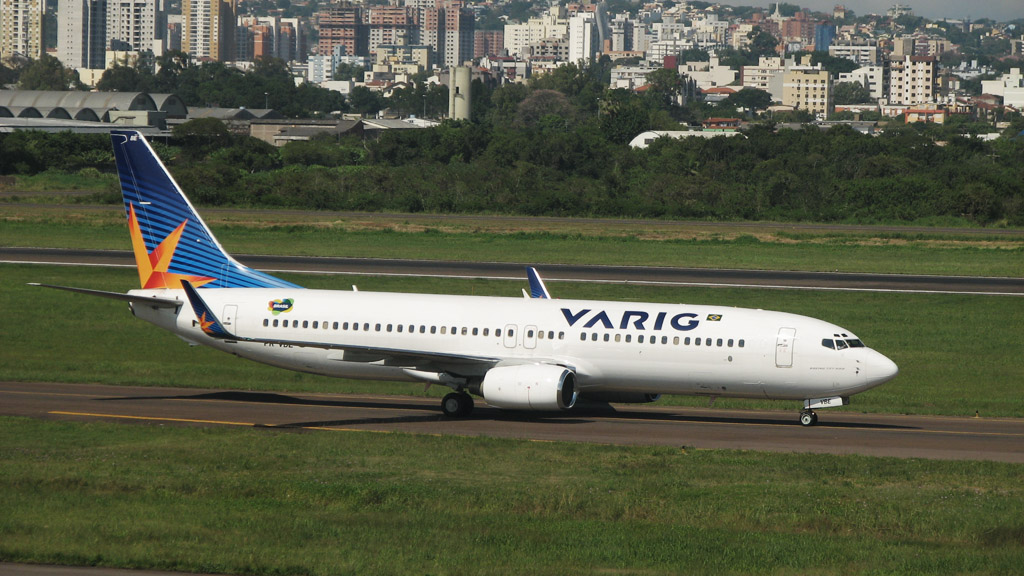
VRG Líneas Aéreas Boeing 737-800 con librea de Varig

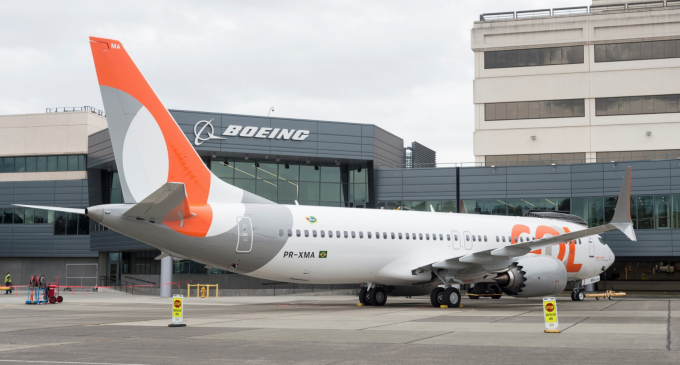
GOL Líneas Aéreas Boeing 737 MAX 8 con nueva librea

## Vuelo 1907
Gol Transportes Aéreos tiene uno de los peores accidentes en la historia de la aviación de Brasil. El vuelo 1907 de Gol despegó de Manaus, Brasil, el 29 de septiembre de 2006. Durante el vuelo colisionó con un jet Embraer Legacy 600 privado de una empresa de correo aéreo, el cual pudo aterrizar con seguridad posteriormente. El desastre causó la muerte de 154 personas, incluidos sus 6 tripulantes.